# 매미아목
매미아목 또는 경문아목(經吻亞目)은 곤충의 분류로 노린재목의 아목이다. 과거에는 노린재목의 아목으로 보지 않고 진딧물아목을 포함하여 '매미목(Homoptera)'으로 따로 분류했으나, 최근에는 노린재목의 아목으로 취급되었다.

## 하위 분류
- 매미하목 (Cicadomorpha)
  - 거품벌레상과 (Cercopoidea)
    - 거품벌레과 (Aphrophoridae)
    - 쥐머리거품벌레과 (Cercopidae)
    - Clastopteridae
    - Epipygidae
    - 가시거품벌레과 (Machaerotidae)

  - 매미상과 (Cicadoidea)
    - 매미과 (Cicadidae)

  - 뿔매미상과 (Membracoidea)
    - Aetalionidae
    - 매미충과 (Cicadellidae)
    - Melizoderidae
    - 뿔매미과 (Membracidae)
    - Myerslopiidae
- 꽃매미하목 (Fulgoromorpha)
  - 꽃매미상과 (Fulgoroidea)